# 思井
思井（おもい）は、千葉県流山市の地名。郵便番号は270-0154。

## 地理
流山市南部に位置する。全域がつくばエクスプレス沿線開発に伴い、1998年（平成10年）～2010年（平成22年）にかけて千葉県が施行する｢流山都市計画事業運動公園地区一体型特定土地区画整理事業｣の施行地域である。
東は宮園、西は西平井、南は鰭ケ崎、北は中と接している。

## 歴史

### 沿革
- 1869年（明治2年）　葛飾県葛飾郡思井村となる。
- 1871年（明治4年）　廃藩置県により印旛県葛飾郡思井村となる。
- 1873年（明治6年）　県の統合及び、郡の分割により千葉県東葛飾郡思井村となる。
- 1889年（明治22年）　東葛飾郡市野谷村、芝崎村、前平井村、後平井村、古間木村、長崎村、中村、名都借村、野々下村、前ヶ崎村、向小金新田、大畔新田、駒木村、十太夫新田、駒木新田、青田新田、初石新田と合併し、東葛飾郡八木村大字思井となる。
- 1951年（昭和26年）4月1日　流山町、新川村と合併し、東葛飾郡江戸川町大字思井となる。
- 1952年（昭和27年）1月1日　江戸川町が流山町に改称。東葛飾郡流山町大字思井となる。
- 1967年（昭和42年）1月1日　市制施行により、流山市大字思井となる。

## 小字
思井には14の小字が存在する。ここでは北から順に列挙する。
- 宿畑
- 下ノ内
- 犬塚
- 根から
- 思井谷
- 上ノ内
- 桜山
- 堀ノ内

- 花輪
- 赤松
- 三斗蒔（大部分が1975年（昭和50年）に宮園一・二丁目に編入）
- 柳田（大部分が1975年（昭和50年）に宮園二丁目に編入）
- 広田（大部分が1975年（昭和50年）に宮園二丁目に編入）
- 目皆田（大部分が1975年（昭和50年）に宮園二丁目に編入）

## 施設
- 思井福祉会館 － 思井字柳田
- 熊野神社 － 思井字花輪

## 世帯数と人口
2017年（平成29年）11月1日現在の世帯数と人口は以下の通りである。
| 大字 | 世帯数 | 人口  |
| ---- | ------ | ----- |
| 思井 | 72世帯 | 178人 |

## 小・中学校の学区
市立小・中学校に通う場合、学区は以下の通りとなる。
| 番地 | 小学校               | 中学校             |
| ---- | -------------------- | ------------------ |
| 全域 | 流山市立八木南小学校 | 流山市立八木中学校 |